# Паршва
Па́ршва, паршванатха (санскр. पार्श्वनाथ) — в джайнской традиции — 23-й тиртханкара. Годы жизни традиционно указываются как 877 до н. э.—777 до н. э.. Является наиболее ранним джайнским тиртханкарой, историческое существование которого подтверждается. Ещё при жизни Паршвы имелось некоторое количество людей, которые придерживались его учения. Известно также, что родители 24-го тиртханкары, Махавиры, также были последователями Паршвы.
Известно, что Паршва родился за 250 лет до рождения Махавиры, в семье царя Варанаси Ашвасены и женщины по имени Вама. До возраста 30 лет вёл жизнь мирянина, после чего отрёкся от мира и стал аскетом. Достигнул нирваны в возрасте 100 лет на горе Саммет-Шикхар (на территории современного штата Джаркханд). Является одним из наиболее популярных объектов поклонения джайнов.